# Morti nel 2016/Agosto
| Questa pagina contiene informazioni ricavate automaticamente dalle voci biografiche con l'ausilio del template Bio e di un bot. L'aggiornamento è periodico e automatico e ricostruisce completamente la pagina. Se manca una persona in questa lista, sei pregato di non aggiungerla, ma accertati piuttosto che la sua voce biografica contenga il template Bio e che i dati anagrafici siano correttamente compilati. Se il template Bio manca, inseriscilo tu stesso o, in alternativa, metti l'avviso {{tmp\|Bio}} che ne segnala la mancanza. Se i dati riportati sono sbagliati, correggi direttamente la voce biografica; le modifiche saranno visibili in questa lista entro pochi giorni. Per chiarimenti vedi il progetto biografie. La lista contiene solo le 152 persone che sono citate nell'enciclopedia e per le quali è stato implementato correttamente il template Bio. Pagina aggiornata al 10 ago 2025. |

- 1º agosto - Leszek Arent, cestista polacco (n. 1937)
- 1º agosto - Alfred Dennis, attore statunitense (n. 1922)
- 1º agosto - Trajan Djankov, calciatore bulgaro (n. 1976)
- 1º agosto - Andre Hajdu, compositore e etnomusicologo ungherese (n. 1932)
- 1º agosto - Gustavo Latis, architetto italiano (n. 1920)
- 1º agosto - José Gutiérrez Maesso, sceneggiatore, produttore cinematografico e regista spagnolo (n. 1920)
- 1º agosto - Anna di Borbone-Parma, principessa francese (n. 1923)
- 2 agosto - Terence Bayler, attore neozelandese (n. 1930)
- 2 agosto - Eduardo Grispo, calciatore argentino (n. 1939)
- 2 agosto - David Huddleston, attore statunitense (n. 1930)
- 2 agosto - Franciszek Macharski, cardinale e arcivescovo cattolico polacco (n. 1927)
- 2 agosto - Guglielmo Minervini, politico italiano (n. 1961)
- 2 agosto - Ahmed Zewail, chimico e fisico egiziano (n. 1946)
- 3 agosto - Shahram Amiri, fisico iraniano (n. 1978)
- 3 agosto - Chris Amon, pilota automobilistico neozelandese (n. 1943)
- 3 agosto - Dante Biagioni, attore, doppiatore e direttore del doppiaggio italiano (n. 1935)
- 3 agosto - Mansueto Bianchi, vescovo cattolico italiano (n. 1949)
- 3 agosto - Ilia Coppi, partigiana e politica italiana (n. 1922)
- 3 agosto - Abdul Jeelani, cestista statunitense (n. 1954)
- 3 agosto - Steve LaTourette, politico e avvocato statunitense (n. 1954)
- 3 agosto - Shakira Martin, modella giamaicana (n. 1986)
- 3 agosto - Elliot Tiber, artista, sceneggiatore e scrittore statunitense (n. 1935)
- 3 agosto - Alessandro Vitali, calciatore e dirigente sportivo italiano (n. 1934)
- 4 agosto - Alexandru Meszaros, calciatore romeno (n. 1933)
- 4 agosto - Patrice Munsel, soprano statunitense (n. 1925)
- 4 agosto - Charles Toubé, calciatore camerunese (n. 1958)
- 5 agosto - Joe Davis, calciatore scozzese (n. 1941)
- 5 agosto - Alphons Egli, politico svizzero (n. 1924)
- 5 agosto - Eleuterio Fernández Huidobro, politico, giornalista e scrittore uruguaiano (n. 1942)
- 5 agosto - George E. Mendenhall, storico e biblista statunitense (n. 1916)
- 6 agosto - José Becerra, pugile messicano (n. 1936)
- 6 agosto - Philip Bialowitz, scrittore e superstite dell'Olocausto polacco (n. 1925)
- 6 agosto - Helen Delich Bentley, politica statunitense (n. 1923)
- 6 agosto - Pete Fountain, clarinettista statunitense (n. 1930)
- 6 agosto - Ercole Lupinacci, vescovo cattolico italiano (n. 1933)
- 6 agosto - Ivo Hélcio Jardim de Campos Pitanguy, medico, chirurgo e scrittore brasiliano (n. 1926)
- 6 agosto - Michael Walter, slittinista tedesco orientale (n. 1959)
- 7 agosto - Pierre Bangoura, allenatore di calcio e calciatore guineano (n. 1938)
- 7 agosto - Gustavo Bueno, filosofo spagnolo (n. 1924)
- 7 agosto - Rich Gott, cestista statunitense (n. 1932)
- 7 agosto - Jack Günthard, ginnasta e allenatore di ginnastica svizzero (n. 1920)
- 7 agosto - Vasco Modena, ciclista su strada italiano (n. 1929)
- 7 agosto - Lorenzo Pellizzari, saggista e critico cinematografico italiano (n. 1938)
- 7 agosto - Jean Sanitas, fumettista, scrittore e partigiano francese (n. 1927)
- 7 agosto - Jack Sears, pilota automobilistico britannico (n. 1930)
- 7 agosto - Giovanni Battista Todescato, religioso italiano (n. 1929)
- 8 agosto - Edward Daly, vescovo cattolico britannico (n. 1933)
- 9 agosto - Miguel José Asurmendi Aramendia, vescovo cattolico spagnolo (n. 1940)
- 9 agosto - Giuseppe Baldocci, diplomatico italiano (n. 1937)
- 9 agosto - Karl Bögelein, calciatore e allenatore di calcio tedesco (n. 1927)
- 9 agosto - Fabio Garriba, attore italiano (n. 1944)
- 9 agosto - Francesco Greco, magistrato italiano (n. 1918)
- 9 agosto - Gerald Grosvenor, VI duca di Westminster, nobile, imprenditore e militare britannico (n. 1951)
- 9 agosto - Siegbert Horn, canoista tedesco (n. 1950)
- 11 agosto - Francesco Sgalambro, vescovo cattolico italiano (n. 1934)
- 11 agosto - Glenn Yarbrough, cantautore statunitense (n. 1930)
- 11 agosto - Hamdī al-Banbī, politico e ingegnere egiziano (n. 1935)
- 12 agosto - Keith Blunt, allenatore di calcio inglese (n. 1939)
- 12 agosto - Francesco Bortolini, regista e giornalista italiano (n. 1943)
- 12 agosto - Hande Kader, attivista turca (n. 1993)
- 12 agosto - Ljubomir Popović, pittore serbo (n. 1934)
- 12 agosto - Mario Zanforlin, psicologo e etologo italiano (n. 1934)
- 13 agosto - Kenny Baker, attore britannico (n. 1934)
- 13 agosto - Ettore Bernabei, giornalista, dirigente d'azienda e produttore televisivo italiano (n. 1921)
- 13 agosto - Allen Kelley, cestista statunitense (n. 1932)
- 13 agosto - Françoise Mallet-Joris, scrittrice belga (n. 1930)
- 13 agosto - Emidio Massi, politico e sindacalista italiano (n. 1922)
- 13 agosto - Liam Tuohy, allenatore di calcio e calciatore irlandese (n. 1933)
- 14 agosto - Fyvush Finkel, attore statunitense (n. 1922)
- 14 agosto - Hermann Kant, scrittore tedesco (n. 1926)
- 14 agosto - Lorenzo Piani, cantautore italiano (n. 1955)
- 15 agosto - Dalian Atkinson, calciatore inglese (n. 1968)
- 15 agosto - Aimone Canape, partigiano italiano (n. 1922)
- 15 agosto - Stefan Henze, canoista tedesco (n. 1981)
- 15 agosto - Akane Hotaru, attrice, blogger e attrice pornografica giapponese (n. 1983)
- 15 agosto - Bobby Hutcherson, vibrafonista statunitense (n. 1941)
- 15 agosto - Giulio Rosati, neurologo, epidemiologo e rugbista a 15 italiano (n. 1943)
- 15 agosto - Mario Signorino, giornalista e politico italiano (n. 1938)
- 16 agosto - Bev Barnes, cestista canadese (n. 1951)
- 16 agosto - Ron Capewell, calciatore inglese (n. 1929)
- 16 agosto - Andrew Florent, tennista australiano (n. 1970)
- 16 agosto - João Havelange, nuotatore, pallanuotista e dirigente sportivo brasiliano (n. 1916)
- 16 agosto - Silvio Panciera, epigrafista e storico italiano (n. 1933)
- 17 agosto - Virgilio Dalupan, allenatore di pallacanestro filippino (n. 1923)
- 17 agosto - Uli Emanuele, paracadutista e base jumper italiano (n. 1985)
- 17 agosto - Alberto Girelli, chimico e dirigente d'azienda italiano (n. 1922)
- 17 agosto - Arthur Hiller, regista canadese (n. 1923)
- 17 agosto - Víctor Mora, fumettista, scrittore e sceneggiatore spagnolo (n. 1931)
- 17 agosto - Nello Sforacchi, ciclista su strada e ciclocrossista italiano (n. 1922)
- 18 agosto - Paolo Doto, calciatore italiano (n. 1958)
- 18 agosto - Gertrud Mair, annunciatrice televisiva e conduttrice televisiva italiana (n. 1944)
- 18 agosto - Ernst Nolte, storico e filosofo tedesco (n. 1923)
- 18 agosto - Jan Van Cauwelaert, vescovo cattolico belga (n. 1914)
- 19 agosto - Muhammad Ali Samatar, politico e generale somalo (n. 1931)
- 19 agosto - Adrian Enescu, compositore e direttore d'orchestra rumeno (n. 1948)
- 19 agosto - Lou Pearlman, manager e truffatore statunitense (n. 1954)
- 19 agosto - Jack Riley, attore e doppiatore statunitense (n. 1935)
- 19 agosto - Nina Romaškova, discobola sovietica (n. 1929)
- 20 agosto - Daniela Dessì, soprano italiano (n. 1957)
- 20 agosto - Harry Gilmer, giocatore di football americano statunitense (n. 1926)
- 20 agosto - Giuseppe Grossi, pilota di rally italiano (n. 1957)
- 20 agosto - Ignacio Padilla, scrittore, saggista e diplomatico messicano (n. 1968)
- 20 agosto - Allen Rae, arbitro di pallacanestro canadese (n. 1932)
- 21 agosto - Hanz Kovacq, disegnatore francese (n. 1936)
- 21 agosto - Mario Novelli, attore italiano (n. 1940)
- 22 agosto - José Berico, calciatore brasiliano (n. 1942)
- 22 agosto - Michael Brooks, cestista e allenatore di pallacanestro statunitense (n. 1958)
- 22 agosto - Masuma Esmati Wardak, scrittrice e politica afghana (n. 1930)
- 22 agosto - Girolamo Grillo, vescovo cattolico e sociologo italiano (n. 1930)
- 22 agosto - Sellapan Ramanathan, politico singaporiano (n. 1924)
- 22 agosto - Gilli Smyth, cantante, compositrice e poetessa inglese (n. 1933)
- 22 agosto - Toots Thielemans, armonicista e chitarrista belga (n. 1922)
- 23 agosto - Steven Hill, attore statunitense (n. 1922)
- 23 agosto - Alexander Malta, cantante lirico svizzero (n. 1938)
- 23 agosto - Berit Mørdre Lammedal, fondista norvegese (n. 1940)
- 23 agosto - Reinhard Selten, economista e esperantista tedesco (n. 1930)
- 23 agosto - Henri de Turenne, giornalista e sceneggiatore francese (n. 1921)
- 24 agosto - Michel Butor, poeta e scrittore francese (n. 1926)
- 24 agosto - Nina Erëmina, cestista e telecronista sportiva sovietica (n. 1933)
- 24 agosto - Gilles-Gaston Granger, filosofo francese (n. 1920)
- 24 agosto - George Kaczender, regista canadese (n. 1933)
- 24 agosto - Walter Scheel, politico tedesco (n. 1919)
- 24 agosto - Roger Tsien, biochimico statunitense (n. 1952)
- 25 agosto - James Cronin, fisico statunitense (n. 1931)
- 25 agosto - Rudy Van Gelder, statunitense (n. 1924)
- 25 agosto - Marvin Kaplan, attore e sceneggiatore statunitense (n. 1927)
- 25 agosto - Khem Raj Gurung, cantante nepalese (n. 1975)
- 25 agosto - Vincenzo Reverchon, calciatore italiano (n. 1927)
- 25 agosto - Sonia Rykiel, stilista e scrittrice francese (n. 1930)
- 26 agosto - Harald Grønningen, fondista norvegese (n. 1934)
- 26 agosto - Alec Motyer, teologo e biblista irlandese (n. 1924)
- 26 agosto - Ton Pronk, calciatore olandese (n. 1941)
- 26 agosto - Jiří Tichý, calciatore cecoslovacco (n. 1933)
- 27 agosto - Alcindo Martha de Freitas, calciatore brasiliano (n. 1945)
- 27 agosto - Cesare Gelli, attore italiano (n. 1932)
- 27 agosto - Vito Marletta, cantautore e musicista italiano (n. 1968)
- 28 agosto - Juan Gabriel, cantautore messicano (n. 1950)
- 28 agosto - Mr. Fuji, wrestler e attore statunitense (n. 1934)
- 28 agosto - Lennart Häggroth, hockeista su ghiaccio svedese (n. 1940)
- 28 agosto - Mihaela Adelgundis Černic, pittrice slovena (n. 1913)
- 29 agosto - Bronisław Baczko, storico della filosofia polacco (n. 1924)
- 29 agosto - Tommaso Labranca, scrittore, autore televisivo e conduttore radiofonico italiano (n. 1962)
- 29 agosto - Reg Matthewson, calciatore inglese (n. 1939)
- 29 agosto - Anne O'Brien, calciatrice e allenatrice di calcio irlandese (n. 1956)
- 29 agosto - Gene Wilder, attore, sceneggiatore e regista statunitense (n. 1933)
- 30 agosto - Abu Muhammad al-'Adnani, militare e terrorista siriano (n. 1977)
- 30 agosto - Asia Ramazan Antar, militare e attivista curda (n. 1997)
- 30 agosto - Josip Bukal, calciatore e allenatore di calcio jugoslavo (n. 1945)
- 30 agosto - Věra Čáslavská, ginnasta cecoslovacca (n. 1942)
- 30 agosto - Marc Riboud, fotografo e fotoreporter francese (n. 1923)
- 31 agosto - Nicola Rinaldi, politico italiano (n. 1914)
- 31 agosto - Hans-Joachim Speth, allenatore di calcio e calciatore tedesco orientale (n. 1934)